# Туловище с Пинчин-стрит
«Ту́ловище с Пи́нчин-стрит» (англ. Pinchin Street torso) — название, использованное британской полицией для обозначения туловища женщины, обнаруженного под аркой железнодорожного моста на Пинчин-стрит в лондонском районе Уайтчепел 10 сентября 1889 года. Туловище с Пинчин-стрит причисляется к жертвам убийств в Уайтчепеле, а также является предполагаемой жертвой Джека-потрошителя. Личность жертвы и причина смерти установлены не были.

## Обнаружение тела и расследование

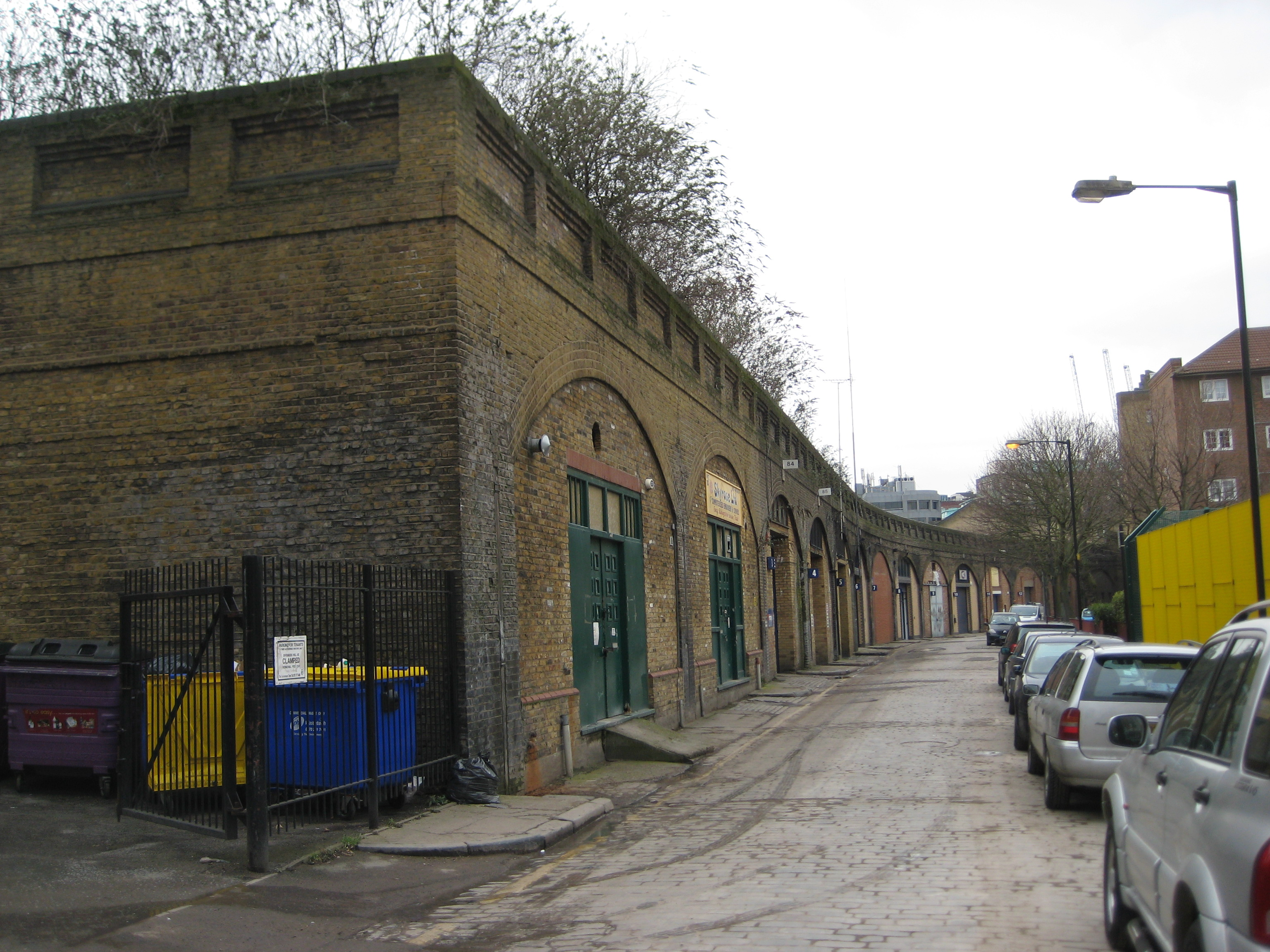
Пинчин-стрит в 2010 году

Туловище женщины было обнаружено в 5:15 утра 10 сентября 1889 года под аркой железнодорожного моста на Пинчин-стрит в Уайтчепеле. Окружающая местность подверглась тщательному обыску, но других частей тела обнаружить не удалось. Личность погибшей, чей возраст на момент смерти составлял около тридцати-сорока лет, не была установлена.
Не была установлена и причина смерти. По заключению главного инспектора Скотланд-Ярда Дональда Суонсона и комиссара Джеймса Монро, расследовавших это дело, причиной смерти женщины не могли являться ни кровопотеря от множественных колотых ран, ни перерезание горла («визитная карточка» Джека-потрошителя), так как в теле погибшей присутствовала кровь. Патологоанатомы, наоборот, отметили низкое содержание крови в тканях и сосудах тела и сделали заключение, что женщина умерла вследствие кровопотери. В газетах было опубликовано предположение, что тело принадлежало пропавшей ранее Лидии Харт, но оно было опровергнуто, когда Харт нашли живой в одной из больниц после «чрезмерного веселья». Также не подтвердилось предположение, что убитой была пропавшая девушка по имени Эмили Баркер, так как найденное туловище принадлежало женщине, которая была старше и выше ростом.
Инспектор Суонсон не считал это убийство делом рук Джека-потрошителя и предположил, что оно связано с другими случаями обнаружения расчленённых тел в лондонских районах Рейнем, Челси и Вестминстер; тело, найденное на набережной Виктории в Вестминстере 2 октября 1888 года, также получило название «загадка Уайтхолла» из-за близости к одноимённой улице. Комиссар Монро согласился с мнением Суонсона. За этими четырьмя убийствами, предположительно, стоял серийный убийца по прозвищу «Расчленитель», чья личность так и осталась неизвестной, и который мог быть как Джеком-потрошителем, так и другим связанным или не связанным с ним лицом. Также туловище с Пинчин-стрит связывали с тремя другими убийствами женщин: двумя, известными как «загадка Баттерси», совершёнными в 1873—1874 годах, и одним, совершённым на Тоттенхэм-Корт-Роуд в 1884 году. Многие исследователи убийств, совершённых Джеком-потрошителем, исключают возможность того, что уайтчепельский убийца и Расчленитель один и тот же человек, из-за различия в почерках преступления.